# Кнолль, Фриц
Фриц (Фридрих) Йозеф Кнолль (нем. Fritz Knoll; 21 октября 1883, Глайсдорф, Штирия, Австро-Венгрия — 24 февраля 1981, Вена, Австрия) — австрийский ботаник, педагог, доктор наук, профессор, ректор Венского университета (1938—1943), политик.

## Биография
Родился в семье судебного присяжного заседателя. Изучал естественные науки на философском факультете Университета Граца, в первую очередь интересовался, ботаникой и зоологией. В 1903 году стал демонстратором в ботанической лаборатории. В 1906 году получил докторскую степень за сравнительное анатомическое исследование жалящих волосков молочая.
В 1906 и 1908/09 годах работал ассистентом в Ботаническом институте Венского университета под руководством Готлиба Хаберландта, где занимался конструированием, развитием и водным балансом грибов. Наблюдал за опылением у каменных роз и Ароидных растений (Araceae). Его открытия, вместе с первыми публикациями о чувстве цвета медоносных пчёл, пробудили интерес к экологии цветов, который стал предметом исследований в его дальнейшей карьере.
С 1912 года — адъюнкт-профессором в Грацском университете, в 1914 году — в Венском университете, профессор там же в 1922 году и в том же году — профессором ботаники в Пражском университете и в Немецком университете Праги.
В 1926 году стал директором ботанического сада в Праге. В 1933 году вернулся в Вену в качестве профессора.
Ф. Кнолль был одним из выдающихся представителей современной биологии цветов, которую он развивал в экспериментальном направлении. Его новаторские исследования, которые также рассматриваются в морфологических и анатомическо — физиологических адаптаций цветов для насекомых опыления, он предпринял в большой работе Insekten Und Blumen (1921-26).
С 1937 года — член Национал-социалистическая немецкая рабочая партия Австрии. Член Национал-социалистического союза немецких доцентов. С 1938 года — председатель ассоциации биологии Рейха.
После окончания Второй мировой войны в июне 1945 года Кнолль был уволен с государственной службы из-за его членства в НСДАП, и исключён из членства в Австрийской академии наук в том же году. Позже был восстановлен в Академии.
Действительный член Немецкого общества наук и искусств в Праге (1924), член-корреспондент Австрийской академии наук (1934), член Леопольдины (1936), действительный член Шведского королевского общества наук в Упсале, действительный член Австрийской академии наук (1938), почётный член Румынской академии (1941), иностранный член Болонской академии наук (1942).

## Избранные публикации
- Insekten und Blumen. Experimentelle Arbeiten zur Vertiefung unserer Kenntnisse über die Wechselbeziehungen zwischen Pflanzen und Tieren, 3 Bände, Wien 1921/ 1922/ 1926.
- Wissen und Bildung. Rede gehalten bei der feierlichen Eröffnung der Klagenfurter Hochschulwochen am 22. Okt. 1941, Klagenfurt 1941.
- Die Wissenschaft im Neuen Deutschland. Vortrag gehalten im Rahmen der Vorträge des Deutschen Wissenschaftlichen Institutes in Bukarest am 23. Mai 1941, Wien 1942.
- Die feierliche Rektorsinauguration der Universität Wien, 1943, Wien 1944.
- Akademie der Wissenschaften (Hrsg.): Österreichische Naturforscher und Techniker, Wien 1950.
- Österreichische Naturforscher, Ärzte und Techniker, Wien 1957.

## Награды
- 1906 — Премия Унгера философского факультета Университета Граца
- 1929 — Медаль Райнера Зоологоботанического общества в Вене за научные достижения.
- 1942 — Крест военных заслуг 2-го класса за военную службу в Венском университете.
- 1943 — Офицерский крест Румынского ордена «За заслуги перед культурой»[рум.]
- 1961 — Памятный знак ректора Венского университета «в знак признания благородного и мужественного руководства в трудные времена».
- 1965 — Австрийский почётный крест «За науку и искусство» 1 класса
- 1967 — Серебряная медаль «Bene merito» за особые заслуги перед Австрийской академии наук.